# 圣井山石殿
圣井山石殿位于浙江省瑞安市大南乡境内，为浙南时代最早，规模最大，保存完整的石构建筑群。石殿始建于南宋景定元年（1260年），现存的为明代万历至清光绪年间所筑。2006年5月25日，列入第六批全国重点文物保护单位。